# White Ladder
Albums de David Gray
Sell, Sell, Sell
(1996) Lost Songs 95–98
(2001)
White Ladder est un album de David Gray, sorti en novembre 1998.

## L'album
Influencé par Bob Dylan, il fait de David Gray une star internationale et se vend à plus de deux millions d'exemplaires au Royaume-Uni et aux États-Unis. Il devient aussi l'album le plus vendu en Irlande. 7 millions d'exemplaires sont ainsi vendus dans le monde. Numéro 1 des ventes au Royaume-Uni deux ans et cinq mois après sa sortie, il reste 151 semaines dans le haut du classement. Aux États-Unis, il atteint la 35e place du Billboard 200 et reste une année entière dans le classement. Il est nommé au 44e Grammy Awards dans la catégorie meilleur nouvel artiste. L'album fait partie des 1001 albums qu'il faut avoir écoutés dans sa vie.

### Titres
Tous les titres sont de David Gray, sauf mentions.
1. Please Forgive Me (5:35)
2. Babylon (4:25)
3. My Oh My (Gray, McClune) (4:37)
4. We're Not Right (Gray, McClune, Polson) (3:03)
5. Nightblindness (4:23)
6. Silver Lining (6:00)
7. White Ladder (Gray, McClune, Polson) (4:14)
8. This Year's Love (4:05)
9. Sail Away (5:15)
10. Say Hello Wave Goodbye (Marc Almond, David Ball) (9:03)

### Musiciens
- David Gray : voix, guitare, piano, claviers
- Craig McClune : batterie, voix, claviers, basse
- Tim Bradshaw : claviers
- Simon Edwards : basse
- Colm Mac Con Iomaire : violon
- Terry Edwards : arrangements des cordes